# Home Sweet Home (chanson)
Pour les articles homonymes, voir Home Sweet Home.
Singles de Mötley Crüe
Smokin' in the Boys Room
(1985) Girls, Girls, Girls
(1987)
Home Sweet Home est une chanson du groupe américain Mötley Crüe. Le titre est extrait de l'album Theatre of Pain et a été publié en single le 30 septembre 1985. La chanson a été remixée en 1991 et publiée sur la compilation Decade of Decadence.
VH1 a classé Home Sweet Home 12e meilleure power ballad de tous les temps (greatest power ballads of all time). Le batteur Tommy Lee a ré-enregistré la chanson pour la saison 4 de la série Californication présente dans le 3e épisode, épisode d'ailleurs intitulé d'après cette chanson.
Une version country a été enregistrée par la chanteuse Carrie Underwood pour la saison 8 de l'émission American Idol. La chanson a été publiée le 16 mars 2009 en single digital exclusivement pour iTunes et plus tard chez les autres détaillants de musique en ligne.

## Composition du groupe
- Vince Neil - chants
- Nikki Sixx - basse
- Mick Mars - guitare
- Tommy Lee - batterie

## Liste des titres
Toutes les paroles sont écrites par Nikki Sixx.
| A. | Home Sweet Home | Nikki Sixx, Vince Neil, Tommy Lee | Theatre of Pain (1985)    | 3:51 |
| B. | Red Hot         | Nikki Sixx, Vince Neil, Mick Mars | Shout at the Devil (1983) | 3:20 |

| 1. | Home Sweet Home ('91 Remix)        | Nikki Sixx, Tommy Lee, Vince Neil | Decade of Decadence (1991) | 4:01 |
| 2. | You're All I Need                  | Nikki Sixx, Tommy Lee             | Girls, Girls, Girls (1987) | 4:43 |
| 3. | Without You                        | Nikki Sixx, Mick Mars             | Dr. Feelgood (1989)        | 4:29 |
| 4. | Home Sweet Home (Original Version) | Nikki Sixx, Tommy Lee, Vince Neil | Theatre of Pain (1985)     | 3:51 |